# 國際法主體
國際公法主體，是指依照國際公法（指國際公約、條約、和約等各種國際法律文件之總稱）得享有權利、負擔義務之法律主體，在国际组织大量出现以前僅國家可作為國際公法主体，但隨著國際交流日漸頻繁，政府间国际组织大量出现（特别是一些超主权组织的出现），国际组织及民族解放组织也逐漸被承認具有国际公法主體之地位，甚至在某些狀況下，也承認個人作為國際公法之中的主體。

## 國家
依據1933年由美洲國家所通過<關於國家權力和義務的蒙特維德爾公約>(Montevideo Convention on Rights and Duties of States)之共識，国际法上的国家概念包括以下四个，較為中立客觀且具參考價值(neutral and value-free)但非決定性的要素：
- 一定的居民(a permanent population)
- 特定的领土(a defined territory)
- 有效統治政府(an effective government)
- 具有進行國際活動之能力(the capacity to enter into relations with other states)

## 国际组织
具有国际公法主体地位的国际组织，仅指政府间国际组织，比如说联合国，世界贸易组织。国际非政府组织，比如说世界自然基金会，大赦国际等，不是国际法的主体。